# NDR Radiophilharmonie

Logo

Die NDR Radiophilharmonie ist ein sinfonisches Orchester des Norddeutschen Rundfunks mit Sitz in Hannover. Das Orchester beschäftigt 86 Berufsmusiker. Chefdirigenten waren unter anderem Willy Steiner, Bernhard Klee, Eiji Ōue, Eivind Gullberg Jensen und Andrew Manze. Seit 2024 ist Stanislav Kochanovsky Chefdirigent des Orchesters. Bis zu seiner Umbenennung in NDR Radiophilharmonie firmierte das Orchester unter seiner ursprünglichen Bezeichnung als Rundfunkorchester Hannover des NDR.
Jährlich gibt das Orchester mehr als 100 Konzerte, darunter Konzertreihen im Landesfunkhaus Niedersachsen, Auftritte bei großen deutschen Musikfestivals und Konzertreisen im In- und Ausland. Seit 2014 wirkt das Orchester beim jährlichen Hannover Klassik Open Air mit, das etwa 15.000 Zuschauer im Maschpark Hannover verfolgen.

## Geschichte
Die NDR Radiophilharmonie wurde im Mai 1950 als Orchester des Senders Hannover gegründet. Ihre Wurzeln hat sie im Niedersächsischen Sinfonie-Orchester, das seit Ende der 1920er Jahre im Auftrag der Nordischen Rundfunk Aktiengesellschaft (NORAG) für die Rundfunkarbeit des Senders Hannover zuständig war. Nach Kriegsende und der Gründung des Nordwestdeutschen Rundfunks (NWDR) mit Hauptsitz in Hamburg übertrug der Sender ab 1946 wieder Konzerte mit dem Niedersächsischen Sinfonie-Orchester aus Hannover. Um die steigende Anzahl an Musikbeiträgen für das Gesamtprogramm des NWDR bewältigen zu können, entschieden die Verantwortlichen, in Hannover ein rundfunkeigenes Orchester aufzubauen. Für diese Entscheidung sprachen auch die Planung für die erstmalige Einrichtung von UKW-Programmen und der Funkhaus-Neubau am Maschsee, der kurz vor der Vollendung stand.
Das Orchester zählte zunächst 45 Musiker, die ausnahmslos aus dem Niedersächsischen Sinfonie-Orchester übernommen wurden. Ab dem 1. Mai 1950 absolvierten die neuen NWDR-Musiker Live-Konzerte, Musik-Produktionen und Musikbeiträge für die zahlreichen Hörspiel-Aufnahmen des Senders. Ab 1952 stand das Musikstudio, der heutige Kleine Sendesaal, im neugebauten Funkhaus am Maschsee für die tägliche Rundfunkarbeit des Orchesters zur Verfügung.

## Liste der Chefdirigenten
- Willy Steiner (1950–1975)
- Bernhard Klee (1976–1979 und 1991–1995)
- Zdenĕk Mácal (1980–1983)
- Aldo Ceccato (1985–1989)
- Eiji Ōue (1998–2009; Ehrendirigent seit 2009)
- Eivind Gullberg Jensen (2009–2014)
- Andrew Manze (2014–2023)
- Stanislav Kochanovsky (ab 2024)[4]

## Gegenwart
Aufgrund der Anforderungen des Rundfunkbetriebes hat die NDR Radiophilharmonie seit ihrer Gründung ein vielschichtiges musikalisches Profil entwickelt. Das aufgeführte Repertoire erstreckt sich über alle Epochen der Musikgeschichte. Auch Uraufführungen stehen regelmäßig auf dem Programm. Im Bereich der Sinfoniekonzerte werden thematisch unterschiedliche Abonnementreihen im Großen Sendesaal des Funkhauses in Hannover veranstaltet. Im Mittelpunkt stehen große Sinfonische Werke (Ring A, Ring C, Klassik Extra) und Werke der Barockmusik (Ring B).
Genreübergreifende Konzerte mit Filmmusik, Jazz, Pop und Rock haben einen festen Platz im Spielplan und seit 2005 auch eine eigene Abonnementreihe – sie heißt heute "Freistil". Zwischen 1998 und 2014 trat das Orchester für entsprechende Formate als NDR Pops Orchestra auf, seit der Saison 2014/15 wird auch für diese Projekte der Name NDR Radiophilharmonie genutzt.
Seit Beginn der 2000er Jahre veranstaltet die NDR Radiophilharmonie speziell auf Kinder und Jugendliche zugeschnittene Konzertformate. Unter dem Namen „Discover Music!“ werden altersspezifische Konzerte, Probenbesuche für Schulklassen und Schulbesuche durch Orchestermusiker angeboten. Als erste Institution in Deutschland richtete die NDR Radiophilharmonie mit dem „Zwergen-Abo“ eine eigene Konzertreihe für Kinder im Vorschulalter ein.
Den Konzerten der NDR Radiophilharmonie gehen regelmäßig Einführungen voraus, die beispielsweise in Form von Künstlerinterviews gestaltet oder von Orchestermusikern moderiert werden. Fester Konzertbestandteil sind Werkerläuterungen in der Reihe „Klassik Extra“.
Über die eigenen Konzertreihen in Hannover hinaus ist die NDR Radiophilharmonie regelmäßiger Gast bei den Festspielen Mecklenburg-Vorpommern, den Niedersächsischen Musiktagen und dem Schleswig-Holstein Musik Festival. Neben Konzerten in ganz Europa und Brasilien spielte das Orchester in den Jahren 2004, 2006 und 2009 drei Tourneen in Japan und reiste zum Jahreswechsel 2013/14 erstmals nach China. Hervorzuheben sind zudem wiederholte Gastspiele beim Pisa Festival, den Clubhaus-Konzerten in der Schweiz oder dem norwegischen Bergen International Festival. 2012 gastierte das Orchester erstmals beim Abu Dhabi Festival.

## CD-Einspielungen
Die NDR Radiophilharmonie spielte zahlreiche CDs bei unterschiedlichen Labels ein.

## Freundeskreis
Zur Unterstützung des Orchesters existiert der „Verein der Freunde und Förderer der NDR Radiophilharmonie e. V.“.